# Gare de Fleurville - Pont-de-Vaux
La gare de Fleurville - Pont-de-Vaux est une gare ferroviaire française de la ligne de Paris-Lyon à Marseille-Saint-Charles, située sur le territoire de la commune de Fleurville, dans le département de Saône-et-Loire, en région Bourgogne-Franche-Comté, près de Pont-de-Vaux, dans le département de l'Ain, en région Auvergne-Rhône-Alpes.
Elle est mise en service en 1854 par la Compagnie du chemin de fer de Paris à Lyon (PL). C'est une halte voyageurs de la Société nationale des chemins de fer français (SNCF) du réseau TER Bourgogne-Franche-Comté, desservie par des trains express régionaux.

## Situation ferroviaire
Établie à 180 mètres d'altitude, la gare de Fleurville - Pont-de-Vaux est située au point kilométrique (PK) 422,236 de la ligne de Paris-Lyon à Marseille-Saint-Charles, entre les gares ouvertes de Tournus (s'intercale la gare fermée d'Uchizy) et de Senozan.

## Histoire
La « station de Pont-de-Vaux-Fleurville », elle dessert les deux communes, est mise en service le 10 juillet 1854 par la Compagnie du chemin de fer de Paris à Lyon (PL), lorsqu'elle ouvre à l'exploitation la section de Chalon (Saint-Côme) à Lyon (Vaise) de sa ligne de Paris à Lyon. En 1857, le PL devient, par fusion, la Compagnie des chemins de fer de Paris à Lyon et à la Méditerranée (PLM).

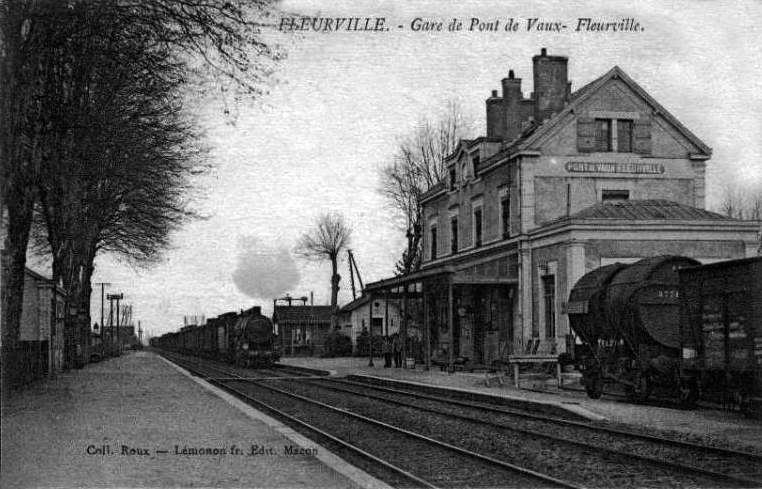
La gare vers 1900

Comme toutes les gares intermédiaires d'origine de la ligne, elle comporte un bâtiment voyageurs dû à l'architecte de la Compagnie PL Alexis Cendrier.
En 1878, on ajoute une voie de garage paire et on agrandit le bâtiment voyageurs avec une annexe.
À la fin de l'année 1900 deux lignes de tramways à voie métrique sont mises en service, elles ont leur terminus près de la gare PLM (voir paragraphe dédié). En ce qui concerne le trafic quotidien des voyageurs, la ligne de Mâcon à Fleurville via Lugny fonctionnera jusqu'en 1931.
La gare de « Pont-de-Vaux-Fleurvilles » figure dans la nomenclature 1911 des gares, stations et haltes, de la Compagnie PLM. Elle porte le no 8 de la ligne de Paris à Marseille et à Vintimille (4e section). C'est une gare ouverte partiellement au service complet de la Grande Vitesse (GV) et la Petite Vitesse (PV).
Les lignes de tramways ferment en 1934 et 1936 (voir paragraphe dédié).
Le 10 décembre 2012, le conseil municipal de Fleurville constate qu'il n'y a plus de chef de gare et que le bâtiment voyageurs est fermé aux usagers. N'ayant pas été informé, le maire de Fleurville doit envoyer un courrier de mécontentement à la SNCF.

## Service des voyageurs

### Accueil
Halte SNCF, c'est un point d'arrêt non géré (PANG) à accès libre. Elle dispose d'un automate pour l'achat de titres de transport TER.

### Desserte
Fleurville - Pont-de-Vaux est une halte voyageurs du réseau TER Bourgogne-Franche-Comté, desservie par des trains express régionaux de la relation : Chalon-sur-Saône - Mâcon-Ville.

### Intermodalité
Le stationnement des véhicules est possible à proximité de l'ancien bâtiment voyageurs.

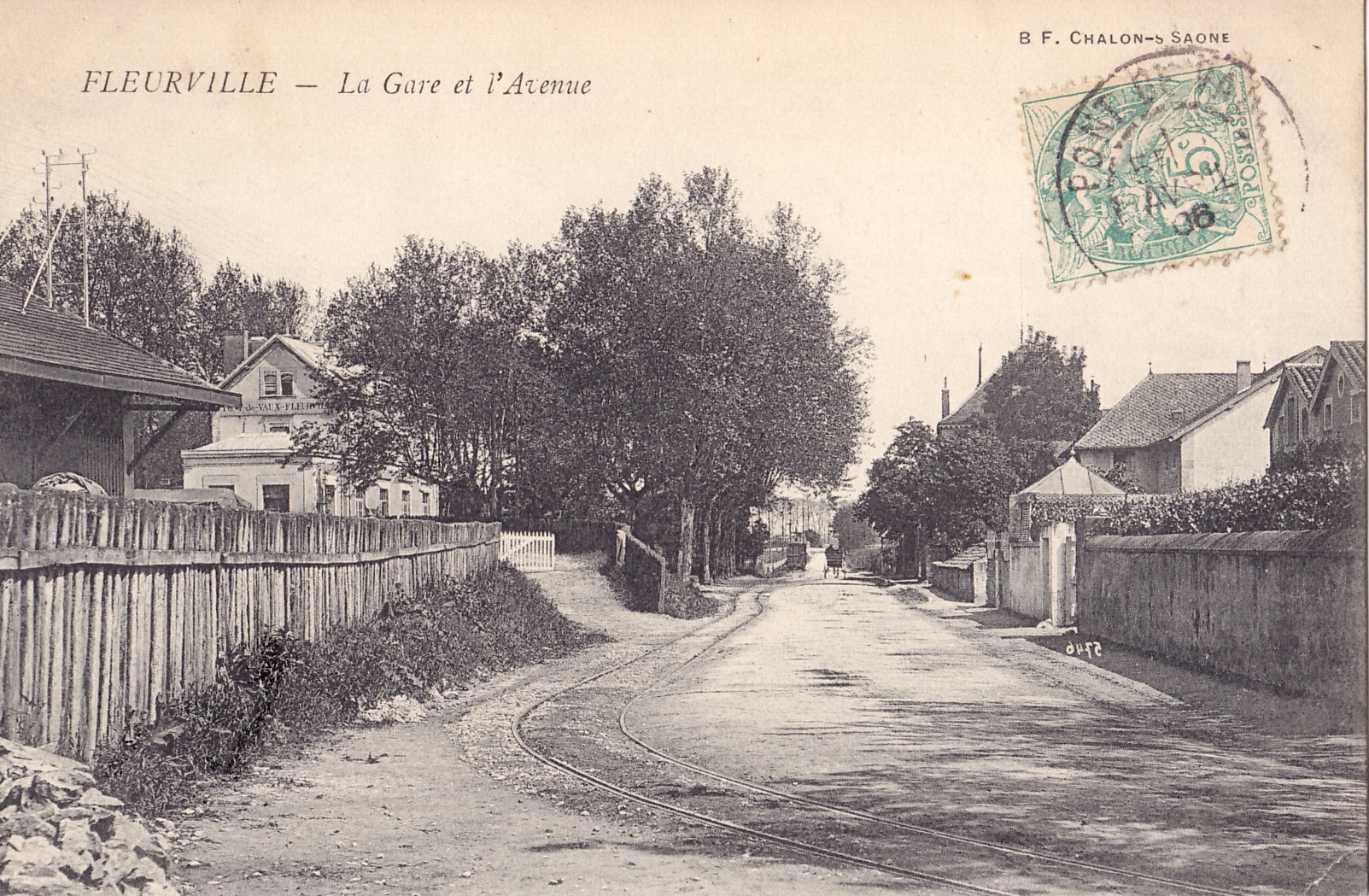
Les installations du terminus du Tramway du Pont-de-Vaux à Fleurville devant la gare.

## Gares tramways à voie métrique
Deux lignes à voie métrique des Tramways de l'Ain disposaient d'une gare terminus près de la gare PLM.
Une ligne de 35 kilomètres de Mâcon à Fleurville via Lugny (dit « Tacot de Fleurville », en référence au petit train de cinq wagons tiré par une locomotive à vapeur de type 030T fabriquée par les établissements Corpet-Louvet) est mise en service le 11 novembre 1900 et fermée en 1934. Près de la gare PLM elle disposait d'une gare, avec un bâtiment voyageurs, à deux ouvertures et un étage, et une halle à marchandise accolée en aile, et d'une remise pour le matériel. L'ancien bâtiment de la gare, devenu une habitation privée, est toujours présent sur le site.
Le Tramway du Pont-de-Vaux à Fleurville disposait d'une ligne de 5 kilomètres destinée à relier la commune de Pont-de-Vaux à sa gare PLM commune avec Fleurville. Il est mis en service le 11 décembre 1900 et fermé le 15 avril 1936. Le terminus était face à la gare PLM et ne comportait pas de bâtiments.